# Black (cràter)

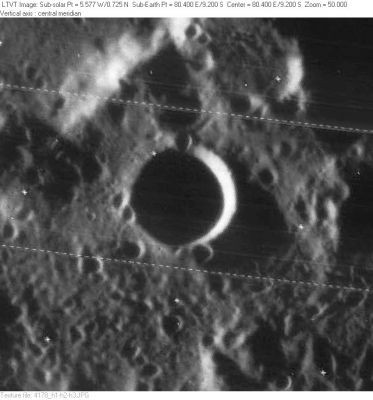
Fotografia de la missió Lunar Orbiter 4

Black és un petit cràter d'impacte lunar que es troba just al sud-est de l'altiplà del cràter Kästner. Al sud-sud-oest es troba el cràter Ansgarius, i a l'est es localitza el petit cràter Dale. Està situat prop de l'extremitat oriental de la Lluna, just al sud-oest del Mare Smythii.

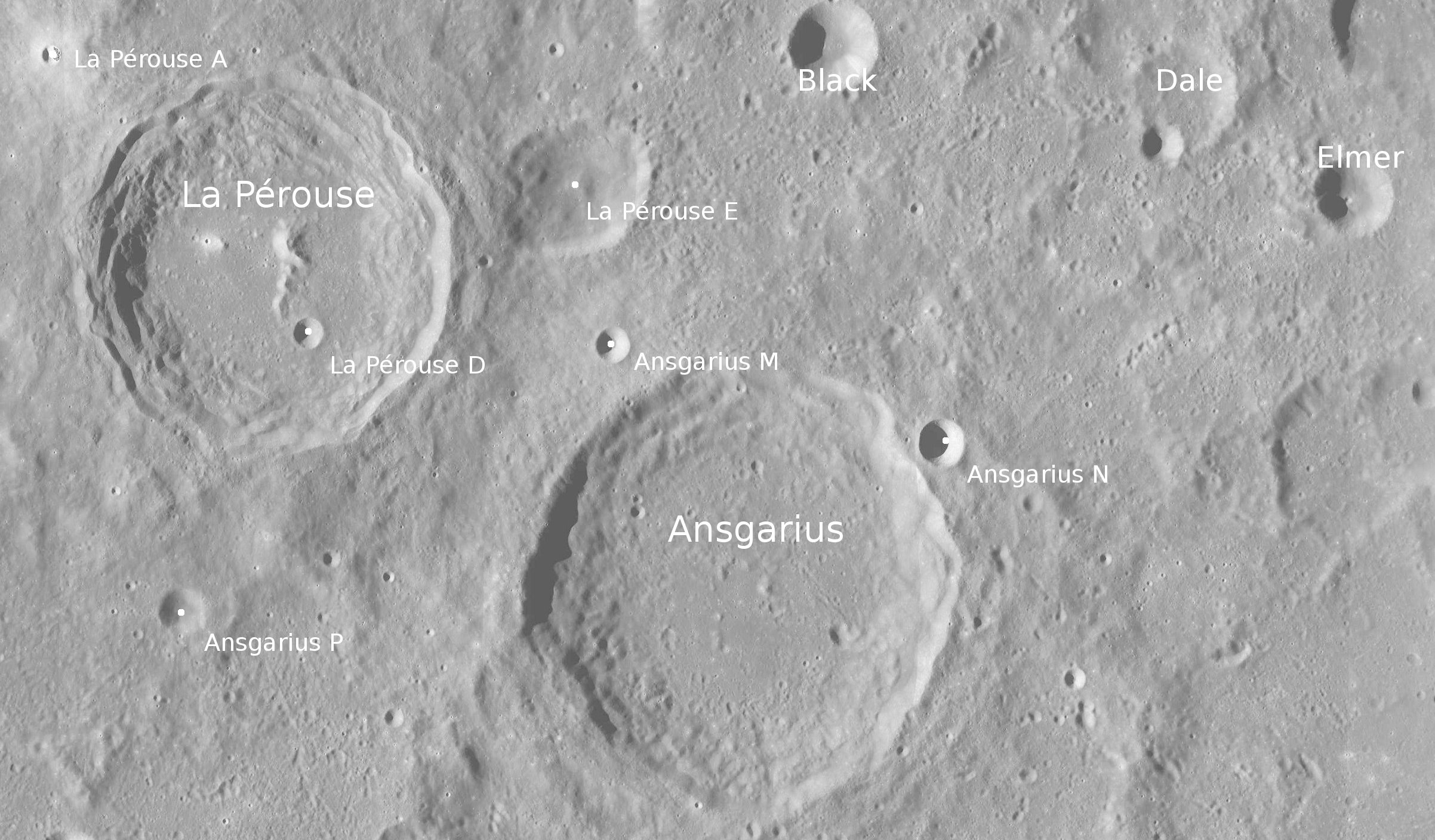
Fotografia de la missió Lunar Reconnaissance Orbiter, amb Black a dalt al centre

Black és circular i amb una vora ben definida; les parets interiors s'inclinen cap a la petita plataforma interior. No està particularment marcat per l'erosió o per impactes. La paret nord-oest està separada de la vora de Kästner per menys d'un diàmetre de distància. Aquest cràter va ser designat anteriorment Kästner F abans que fos canviat el nom per la UAI.